# Бульре
Бульре́ (фр. Boulleret) — коммуна во Франции, находится в регионе Центр. Департамент — Шер. Входит в состав кантона Лере. Округ коммуны — Бурж.
Код INSEE коммуны — 18032.
Коммуна расположена приблизительно в 165 км к югу от Парижа, в 90 км юго-восточнее Орлеана, в 55 км к северо-востоку от Буржа.

## Население
Население коммуны на 2008 год составляло 1379 человек.
| 1962 | 1968 | 1975 | 1982 | 1990 | 1999 | 2008 |
| ---- | ---- | ---- | ---- | ---- | ---- | ---- |
| 1299 | 1342 | 1345 | 1417 | 1433 | 1421 | 1379 |

## Администрация
| Период | Период | Фамилия       | Партия       | Примечания |
| ------ | ------ | ------------- | ------------ | ---------- |
| 2001   | 2008   | Альбер де Вог |              |            |
| 2008   | 2014   | Жан-Луи Бийо  | Разные левые |            |

## Экономика
В 2007 году среди 819 человек в трудоспособном возрасте (15-64 лет) 568 были экономически активными, 251 — неактивными (показатель активности — 69,4 %, в 1999 году было 73,1 %). Из 568 активных работали 522 человека (277 мужчин и 245 женщин), безработных было 46 (20 мужчин и 26 женщин). Среди 251 неактивных 65 человек были учениками или студентами, 107 — пенсионерами, 79 были неактивными по другим причинам.

## Достопримечательности
- Замок Бюранлюр (XV—XVI век). Исторический памятник с 1944 года[3]
- Церковь Сен-Мари-Маделен (XV век)

## Фотогалерея

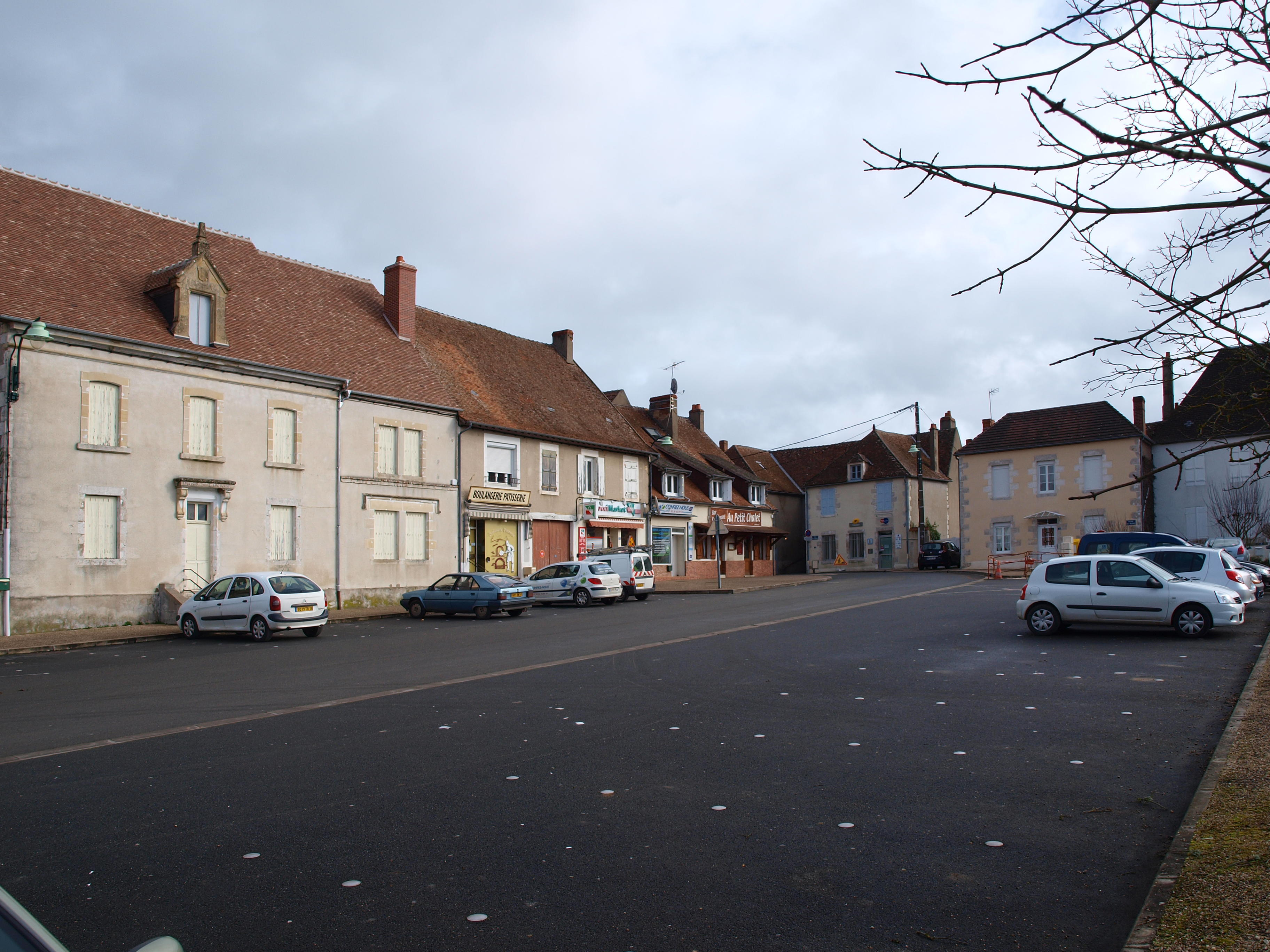
Центральная площадь Бульре
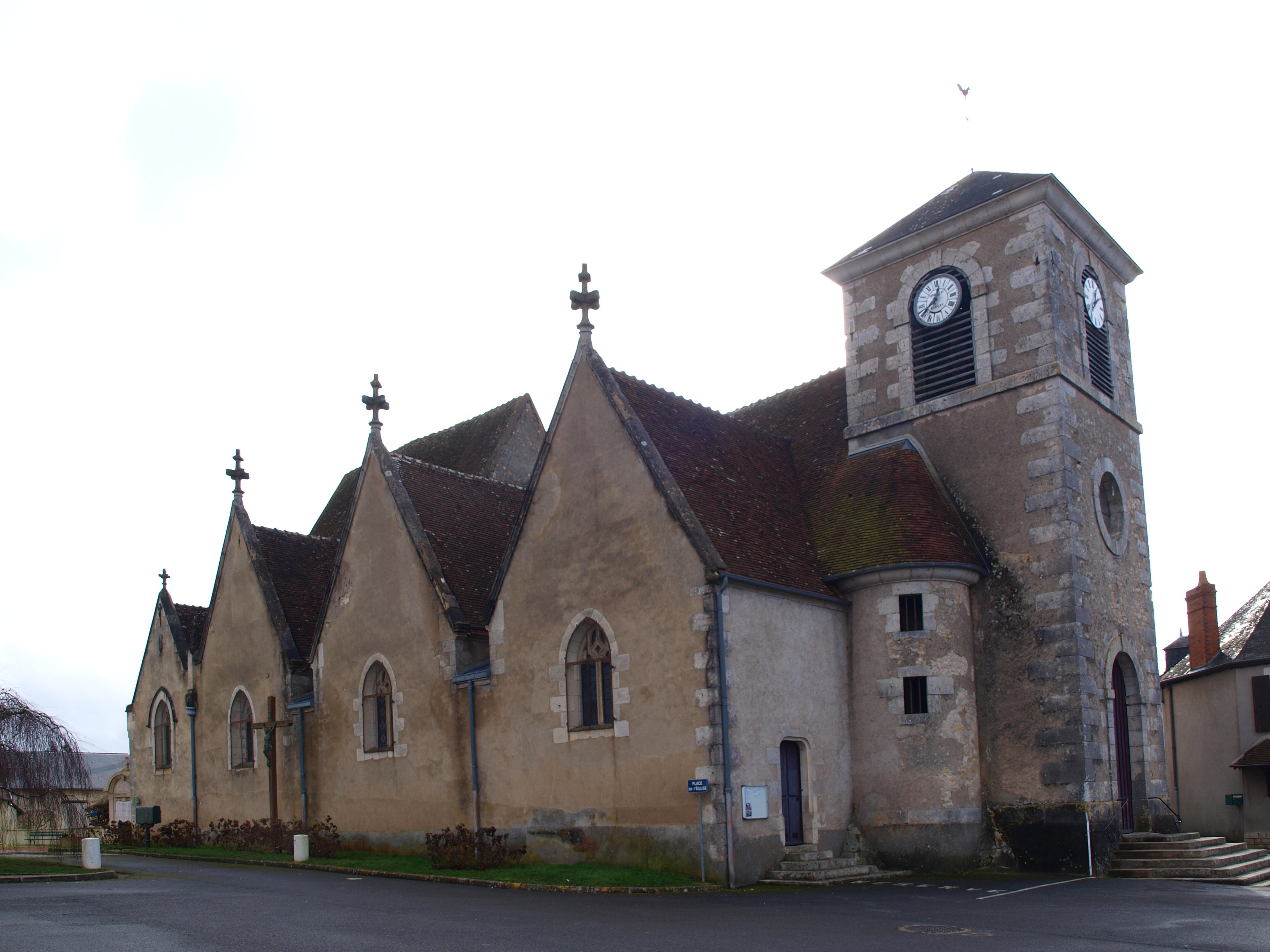
Церковь Сен-Мари-Маделен
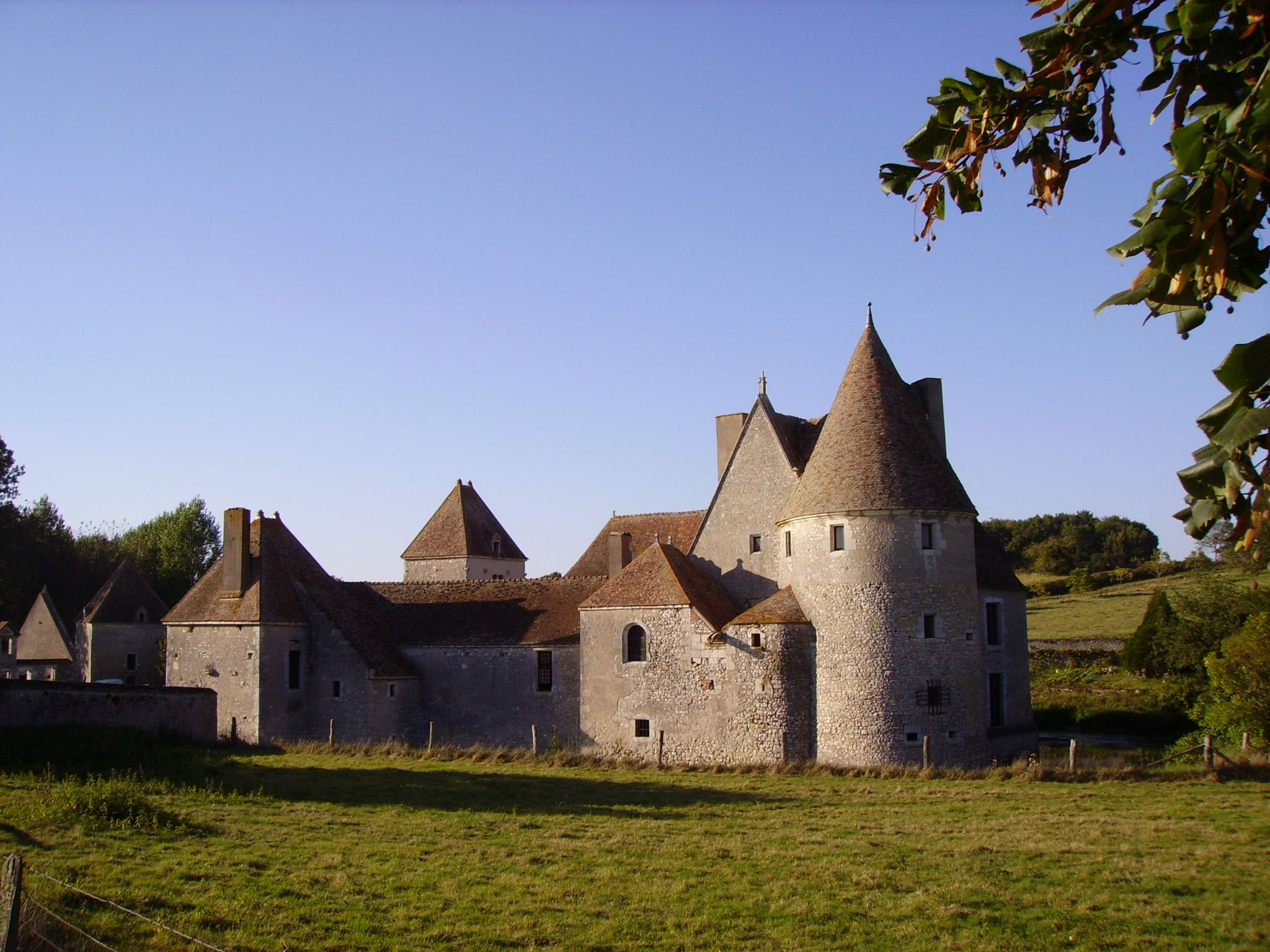
Замок Бюранлюр
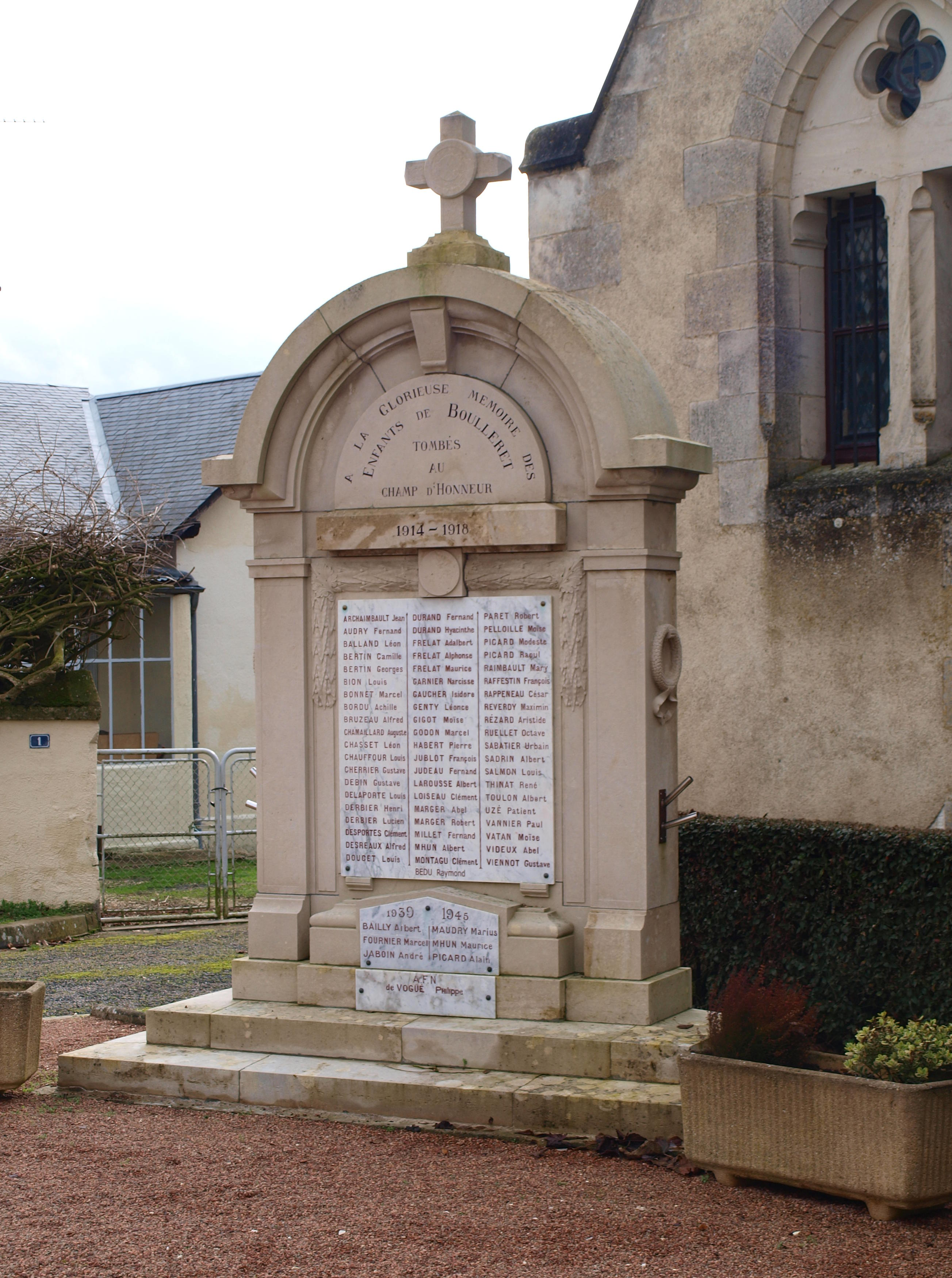
Военный мемориал